# Alloclinus holderi
Alloclinus holderi är en fiskart som först beskrevs av Lauderbach, 1907.  Alloclinus holderi ingår i släktet Alloclinus och familjen Labrisomidae. Inga underarter finns listade i Catalogue of Life.